# 2016年リオデジャネイロパラリンピックのモーリシャス選手団
2016年リオデジャネイロパラリンピックのモーリシャス選手団（2016ねんリオデジャネイロパラリンピックのモーリシャスせんしゅだん）は、2016年9月7日から9月18日までブラジルのリオデジャネイロで開催された2016年リオデジャネイロパラリンピックモーリシャス選手団の名簿。

## 選手団
- 人員: 選手 2人

## 種目別選手・スタッフ名簿及び成績

### 陸上競技
- ブランディ・ペリーヌ（女子100m T54 車いす）18秒09 自己ベスト 10位

### 競泳
- スコディ・ヴィクター（男子100m自由形 S9 運動機能）1分15秒15 予選敗退